# Finnegans wake (Tangerine Dream)
Finnegans wake is een studioalbum van de Duitse groep Tangerine Dream. De band was bezig met een serie opnamen gewijd aan klassieke literatuurwerken (Sonic poem series) en met deze disc grepen ze terug op Finnegans wake van James Joyce. Het boekwerk gaat door als moeilijk toegankelijk. Dat staat in contrast tot de muziek van Tangerine Dream in 2011. De elektronische muziek is haast dansbaar zonder dat het typische dansmuziek is.
Het album is opgenomen in de Eastgate geluidsstudio in Wenen tijdens de zomer van 2011.

## Musici
Het album vermeldde niet wie er meegespeeld hebben. Froese en Quaeschning worden vermeld als schrijvers, de andere leden van de groep staan alleen in het dankwoord:
- Edgar Froese – synthesizers, gitaar
- Thorsten Quaeschning – toetsinstrumenten

Met dank aan:
- Linda Spa – saxofoon, dwarsfluit, toetsinstrumenten
- Iris Camaa – elektronisch slagwerk, toetsinstrumenten
- Bernard Beibl – gitaar en elektrische viool
- Hoshiko Yamane – viool

## Muziek
| Nr. | Titel                                               | Duur |
| --- | --------------------------------------------------- | ---- |
| 1.  | The sensational fall of the Master Builder (Froese) | 9:03 |
| 2.  | Finnegans excessive wake (Quaeschning)              | 8:13 |
| 3.  | Resurrection by the spirit (Froese)                 | 5:39 |
| 4.  | Mother of all sources (Quaeschning)                 | 8:53 |
| 5.  | The warring forces of the twins (Froese)            | 4:34 |
| 6.  | Three quarks for Muster Mark (Quaeschning)          | 6:17 |
| 7.  | Everling’s mythical letter (Froese)                 | 8:01 |
| 8.  | Hermaphrodite (Froese)                              | 8:23 |

In de muziek van Resurrection by the spirit zit een citaat van eerder werk van Tangerine Dream, (Ricochet part two), want Froese bedankte zichzelf, Peter Baumann en Christopher Franke voor hun bijdrage.
CD1: The Island of the Fay ·
CD2: The Angel of the West Window ·
CD3: Finnegans wake ·
CD4: The castle